# Laterina
Laterina és un municipi situat al territori de la província d'Arezzo, a la regió de la Toscana (Itàlia).
Limita amb els municipis d'Arezzo, Castiglion Fibocchi, Civitella in Val di Chiana, Pergine Valdarno i Terranuova Bracciolini.
Pertanyen al municipi de Laterina les frazioni de Casanuova, Latereto, Ponticino i Vitereta.